# Candelaria (Honduras)
Candelaria è una città dell'Honduras facente parte del dipartimento di Lempira.
Il comune venne istituito il 13 agosto 1607 con la denominazione "San Francisco de Joconguera"; ottenne lo status di città il 20 febbraio 1897.